# John Alite

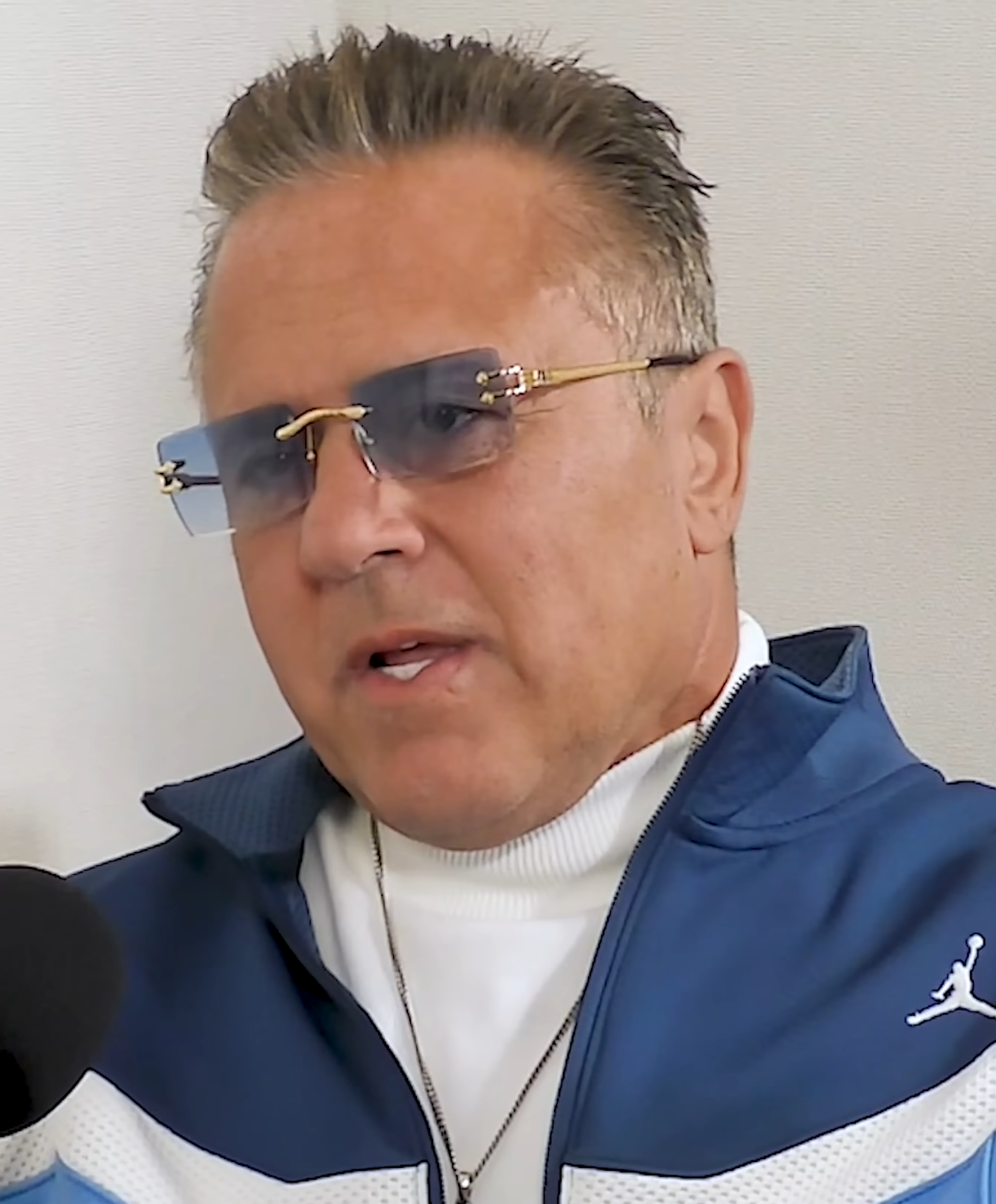
John Alite

John Edward Alite (geboren als Jonas Alijtai am 30. September 1962 in Queens, New York City) ist ein ehemaliger US-amerikanischer Mobster und Auftragsmörder albanischer Herkunft, der mit der Gambino-Familie, einer der berüchtigten Fünf Familien der italienisch-amerikanischen Mafia in New York City, in Verbindung stand. Er erlangte Berühmtheit als enger Vertrauter von John A. „Junior“ Gotti und durch seine spätere Zusammenarbeit mit den US-Behörden, die zur Verurteilung mehrerer führender Mafiosi führte.

## Frühes Leben
John Alite wurde als Sohn albanischer Einwanderer im New Yorker Stadtteil Queens geboren. Er wuchs in einem von Kriminalität geprägten Umfeld auf, was ihn früh in die Welt der organisierten Kriminalität führte. Bereits in seiner Jugend war Alite in kleinere Straftaten verwickelt und entwickelte schnell einen Ruf als harter Schläger und zuverlässiger Verbrecher. Seine kriminellen Aktivitäten zogen bald die Aufmerksamkeit der Gambino-Familie auf sich.

## Verbindung zur Gambino-Familie
In den 1980er Jahren begann Alite, eng mit der Gambino-Familie zusammenzuarbeiten, insbesondere mit John A. „Junior“ Gotti, dem Sohn des berüchtigten Mafiabosses John Gotti. Alite diente als Vertrauensmann und Vollstrecker für die Familie und war in eine Vielzahl illegaler Aktivitäten verwickelt, darunter Drogenhandel, Erpressung, Glücksspiel und Auftragsmorde.
Alite hatte eine besondere Beziehung zu Junior Gotti und genoss dessen Vertrauen. Er arbeitete hauptsächlich in Queens und wurde für seine Brutalität und Effizienz in der Durchführung der „Arbeit“ der Familie bekannt. Sein Einfluss innerhalb der Familie wuchs stetig, auch wenn er nie offiziell in die Reihen der italienisch-amerikanischen Mafia aufgenommen wurde, da er Albaner und somit nicht italienischer Abstammung war.

## Konflikte und Flucht
In den späten 1990er Jahren verschlechterte sich die Beziehung zwischen Alite und der Gotti-Familie, insbesondere nach dem Tod von John Gotti Sr. und den internen Machtkämpfen innerhalb der Gambino-Familie. Alite geriet zunehmend unter Druck und begann, seine Position in der Organisation zu hinterfragen. Schließlich entschied er sich, New York zu verlassen, um der drohenden Gefahr zu entgehen.
Im Jahr 2003 floh Alite aus den USA und setzte sich nach Brasilien ab, um einer drohenden Verhaftung und Strafverfolgung zu entgehen. Im Jahr 2004 wurde Alite in Brasilien verhaftet und 2006 an die USA ausgeliefert.

## Zusammenarbeit mit den Behörden
Nach seiner Rückkehr in die USA beschloss Alite, mit den Strafverfolgungsbehörden zusammenzuarbeiten. Er wurde ein wichtiger Zeuge im Prozess gegen John A. „Junior“ Gotti und andere hochrangige Mitglieder der Gambino-Familie. Seine Aussagen trugen maßgeblich zur Verurteilung mehrerer Mafiosi bei und führten zur Zerschlagung wichtiger Teile der Organisation.
Alite bekannte sich zu einer Reihe schwerer Verbrechen, darunter mehrere Morde, und trat als Zeuge in mehreren hochkarätige Prozessen auf. Seine Kooperation mit der Justiz war ein bedeutender Schlag gegen die Gambino-Familie und wurde in den Medien ausführlich diskutiert.
Aufgrund seiner Zusammenarbeit und der Aussagebereitschaft wurde Alite im Jahr 2011 aus der Haft entlassen.

## Leben nach der Mafia
Nach seiner Zusammenarbeit mit den Behörden und der anschließenden Entlassung aus dem Gefängnis begann John Alite ein neues Leben abseits der Kriminalität. Er veröffentlichte mehrere Bücher, in denen er seine Lebensgeschichte und seine Erfahrungen in der Mafia beschreibt, darunter „Gotti's Rules: The Story of John Alite, Junior Gotti, and the Demise of the American Mafia“, das er zusammen mit Georg Anastasia schrieb.
Alite tritt heute als Redner auf und warnt insbesondere junge Menschen vor den Gefahren der organisierten Kriminalität. Er nutzt seine eigene Geschichte, um andere davor zu bewahren, den gleichen Weg einzuschlagen, den er einst gegangen ist.
Im Juli 2020 trat er in der Netflix-Dokuserie Stadt der Angst: New York gegen die Mafia auf.

## Persönliches Leben
John Alite ist Vater von vier Kindern und lebt heute in Florida.

## Werke
- George Anastasia: Gotti's Rules: The Story of John Alite, Junior Gotti, and the Demise of the American Mafia. Harper Collins, NY 2015, ISBN 978-0-06-237041-9 (englisch).
- S.C. Pike: Darkest Hour: John Alite: Former Mafia Enforcer for John Gotti & The Gambino Crime Family. J.C. Cliff, LLC, NY 2018, ISBN 978-0-9971591-8-9 (englisch).
- Nick Christophers, John Alite: Prison Rules. Over the Edge Books, CA 2019, ISBN 978-1-944082-43-7 (englisch).
- John Alite: Mafia International. USA 2021, ISBN 978-1-955794-08-4 (englisch).